# Wingfoot Express
El Wingfoot Express fue un vehículo a reacción construido por Walt Arfons y Tom Green, diseñado para batir el récord de velocidad en tierra.
Conducido por Green, consiguió el récord mundial el 2 de octubre de 1964, poco después de que Walt sufriera un ataque cardíaco. El Wingfoot Express, impulsado por un reactor Westinghouse J46, marcó una velocidad de 413 mph (664,7 km/h).

## Historia
Arfons y Green se conocieron en 1962, durante  una feria comercial celebrada en Gary, Indiana. Green era ingeniero jefe de una empresa fabricante de llaves dinamométricas. Había sido miembro durante un año de una escudería en Nuevo México diez años antes, y estaba muy interesado en la aerodinámica de los vehículos. Esto encajaba perfectamente con las inquietudes de Arfons, interesado en la mecánica de los coches de carreras. Según recuerda Arfons, "Bastaron diez minutos para ponernos a planear nuestro asalto al récord mundial de velocidad en tierra".

### Génesis del vehículo
Al poco tiempo Green mostró sus planes para diseñar un vehículo de récord de tres ruedas, que tuvo que ser modificado a cuatro ruedas para ajustarse a las reglas de la FIA. Por lo demás, pocos cambios debieron introducirse hasta que el coche estuvo acabado. Green puso un considerable énfasis en optimizar la aerodinámica, minimizando el coeficiente de arrastre y, especialmente, reduciendo al máximo el área frontal del vehículo estrechando el eje delantero y utilizando ruedas más pequeñas. Sus cálculos mostraban que el reactor Westinghouse J46 tenía potencia sobrada para poder alcanzar las 400 millas por hora (640 km/h).
Para encontrar financiación, Arfons y Green se pusieron en contacto con Goodyear, que ya financiaba a Craig Breedlove con su Spirit of America. En una presentación a trece ejecutivos de Goodyear, Green hizo hincapié en sus análisis aerodinámicos, estimando que el Bluebird CN7 (con tracción en las ruedas) estaba limitado a 400 mph (640 km/h) y que el revolucionario vehículo a reacción de Nathan Ostich, el Flying Caduceus, no podría rebasar las 360 mph (580 km/h). Sin embargo, su propio diseño podría lograr las 480 mph (770 km/h), el mismo objetivo que se había marcado Breedlove. A pesar de que el Spirit of America tenía un coeficiente de arrastre más pequeño, el diseño de Green tenía un área frontal más reducida, y pesaba prácticamente la mitad. Todos estos factores, sumados al empuje disponible de 31 kN del reactor J46 con postcombustión (frente a los 20 kN del reactor J47 de Breedlove) hacían su diseño viable.
Cuando el Flying Caduceus de Ostich no pudo superar las 355 millas por hora (571 km/h), los conocimientos de Green se hicieron tan evidentes, que Goodyear decidió financiar su proyecto además del de Breedlove. El nombre del proyecto, Wingfoot Express, hace referencia precisamente al logotipo de Goodyear (el "pie alado", inspirado en una estatua del dios griego Mercurio). 
En 1964, el Bluebird CN7 consiguió finalmente una velocidad por encima de las 440 mph, incluso con las limitaciones derivadas de las malas condiciones del lecho del lago Eyre, invalidando la estimación de Green. Aun así, el Spirit of America tuvo un presupuesto de más de 250.000 dólares y el Bluebird CN7 más de 2.000.000, mientras que el vehículo de Arfons y Green tan solo costó 78.000 dólares.

### Características de diseño
La cabina de conducción del Wingfoot Express estaba localizada centralmente sobre el eje longitudinal, justo por delante del eje delantero, cubierta con un dosel de metacrilato desde delante de los pies del conductor hasta detrás de su cabeza. Las ruedas frontales estaban montadas dentro de la carrocería, apenas superando el ancho del motor, mientras que las ruedas traseras estaban colocadas en voladizo y expuestas al aire (en versiones posteriores se redujo su diámetro, y se carenaron). Green estimó que el arrastre aerodinámico de las ruedas traseras expuestas reducía la velocidad del coche en unas 20 millas por hora (30 km/h), pero dado el margen de velocidad teóricamente disponible, no fue visto como un problema. También se situó una pequeña aleta vertical sobre la nariz del coche.

### Primeras pruebas
Arfons, un experimentado piloto de dragsters, era la persona designada para conducir el Wingfoot Express. Sin embargo, un mes antes de la carrera planificada, durante una prueba inicial en una pista de dragsters que Arfons estaba observando como espectador, los dos paracaídas de frenado se desgarraron, y el vehículo "atravesó como un cuchillo una cadena de seguridad a 200 mph (320 km/h), cruzó una carretera, saltó dos cunetas de más de un metro de profundidad, y finalmente penetró 25 metros en una zona de arbustos". "Solo los 100 m de valla metálica que se habían enredado en sus ruedas traseras consiguieron pararlo", según Green. A pesar de que el conductor resultó ileso, "cuando Walt vio el Wingfoot en un estado digno de olvidarse, sufrió un ataque al corazón allí mismo" y tuvo que ser brevemente hospitalizado, lo que le liberó de tener que reparar el coche. Durante la caída que siguió al infarto, se dañó los ligamentos de una mano, eliminando por completo cualquier posibilidad de que condujese el vehículo.
Al llegar a este punto, no quedaba tiempo para encontrar otro conductor, y fue Green, quien no había conducido por encima de las 130 millas por hora (210 km/h) en su vida, la elección más lógica debido a su familiaridad con la mecánica del vehículo. Una vez en Bonneville, Green comenzó su asalto al récord de velocidad en tierra practicando con el coche alrededor del "área de aparcamiento", como cualquier conductor en prácticas. En su primer recorrido alcanzó las 236 millas por hora (380 km/h), pero "no pudo anticipar plenamente que después tendría que sentirse agitado y golpeado bajo su cinturón de seguridad, zarandeado como una piedra en una lata intentando seguir la línea negra de referencia de la trayectoria rectilínea... la sal era un poco áspera...". "A 250 mph [400 km/h] el tapizado del asiento me abrazaba como si fuera un traje a presión, y a 275 [440 km/h] ¡tuve la extraña sensación de que estaba nevando sobre la cabina!"
La "nieve" eran las escamas de sal precipitadas sobre la cubierta de metacrilato por las turbulencias aerodinámicas. Aparte de llamar la atención de Green, este hecho alertó al equipo acerca de que la presión del aire pudiera agrietar o incluso destrozar o arrancar la cabina a alta velocidad. A mayor velocidad, el eje delantero empezaba a oscilar, requiriendo un aumento en la eficacia de los amortiguadores; pero después de aquella última modificación, Green comprobó que podía guiar el vehículo con una sola mano "sin apartarse más de dos metros y medio de la línea negra de referencia".
La primera carrera en la que utilizó el postquemador envió el automóvil muy por encima de las 300 millas por hora (480 km/h); cuando lo cerró, Green sintió como si hubiese "accionado de golpe los frenos, pero el indicador de velocidad del aire mostraba que todavía seguía acelerando bajo el impulso del reactor". En aquella carrera alcanzó las 335 millas por hora (539 km/h), antes de que los cristales de sal absorbidos por el motor lo desajustaran. Teniendo tan solo tres días en total reservados en Bonneville, el equipo tuvo que dejar la pista libre para Craig Breedlove, quien a continuación puso el récord en 400 millas por hora (644 km/h); generando un intenso debate en el seno de la FIA al utilizar un automóvil de tres ruedas, sobre qué clase de vehículos podían ser considerados "coches". El problema "se solucionó" con la inusual decisión de que el vehículo de Breedlove era de hecho una motocicleta.

### Consecución del récord
En 1964, el Wingfoot Express regresó de nuevo a Bonneville durante una semana, pero el motor no recuperaba la fuerza mostrada en sus anteriores carreras para adquirir velocidad. Incluso cuando se instaló otro motor, el éxito les fue esquivo. 
Finalmente, el hermano y competidor de Walt durante mucho tiempo, Art Arfons, un mecánico intuitivo y brillante tanto para los motores de pistón como para los reactores, sugirió que las salidas de escape de 432 mm de diámetro eran el problema. "Ajustando un 1/16 el vano del motor y abriendo los escapes del postquemador a 483 mm, hizo que el motor produjera un rendimiento récord", recuerda Green. También retiró algunas planchas del fuselaje alrededor del motor, dándose cuenta después de que en el proceso había eliminado el logotipo de Goodyear. Pero el Wingfoot Express ahora alcanzaba fácilmente 299 millas por hora (481 km/h) sin postcombustión.
En el último día que tuvieron disponible, el 2 de octubre de 1964, a las 4:06 p. m., una breve deflagración del postquemador llevó el vehículo a una velocidad récord de 406 mph (653 km/h), pero el registro oficial requería realizar la carrera también en la dirección opuesta. El lapso disponible de una hora no dejó ningún tiempo para repostar, así que para ahorrar combustible se decidió no completar la distancia de aceleración total, iniciendo el regreso habiendo recorrido tan solo 2 de los 3 km fuera de la zona de cronometraje. Green y el Wingfoot aceleraron como un cohete, registrando una velocidad notable de 420.07 millas por hora (676.04 km/h), promediando 413.20 millas por hora (664.98 km/h) en ambas direcciones, estableciendo un nuevo récord mundial (cerca de un 2% más rápido que la anterior plusmarca de Breedlove).

### Desarrollos posteriores
Tres días después, el récord fue batido de nuevo por Art Arfons. A pesar de que la carrera final del récord había demostrado que el Wingfoot Express claramente tenía aún más aceleración disponible, Green decidió no tentar su suerte y se retiró de la competición, regresando a su trabajo regular, ocupando la vicepresidencia de la compañía de llaves dinamométricas "Snap-On".  Continuó manteniendo el contacto con Arfons, con quien colaboró en el desarrollo de sus propios diseños de vehículos de velocidad. 
Walt Arfons continuó en solitario la construcción del Wingfoot Express 2 utilizando cohetes de combustible sólido; los picos de potencia y la aceleración eran enormes, pero no podían ser mantenidos el tiempo necesario para establecer un registro de velocidad sostenida. El Wingfoot Express 2 disponía inicialmente de 10 impulsores cohete JATO, logrando un registro de velocidad oficioso de 605 mph con 25 JATO en 1965.
Con posterioridad se perdió la pista del paradero del Wingfoot Express original.